# 达尔文环形山
达尔文环形山（Darwin）是位于月球正面东南部一座古老的大撞击坑，约形成于45.5-39.2亿年前的前酒海纪，其名称取自十九世纪英国著名博物学家暨生物学家及旅行家查尔斯·达尔文(1809年-1882年)，1935年被国际天文学联合会批准接受。火星上也有一座同名撞击坑，另外，地球上有一座疑似陨石坑也是以他的名字所命名。

## 描述
该陨坑西南偏西靠近埃赫施塔特陨石坑、西北毗邻罗卡环形山、德维克陨石坑位于它的东面、东北和东南分别坐落了克鲁格陨石坑和比尔吉环形山、南面则横亘了拉马克环形山。达尔文环形山西侧绵延着巨大的科迪勒拉山脉、坑底北部横贯了蜿蜒的达尔文月溪，而它的东侧则是另一条更宽直溪-伸向东北方的希尔萨利斯月溪。该陨坑中心月面坐标为19°56′S 69°13′W / 19.93°S 69.21°W，直径122.18公里，深度2.915公里。
受周边陨坑形成时的撞击所侵蚀，达尔文环形山的外侧壁已基本解体，其中南北二侧坑壁几乎已全部消失，东侧壁磨损明显但仍为完整，沿西南侧覆盖有数座小撞击坑，而直径达56公里的大卫星坑"达尔文 B"则坐落在它的西侧外壁上。残存的坑壁高出周边地形1610米，坑内容积约15759.67公里3。达尔文环形山坑内部分地表已发生改变，南部区大体平整，散布着一些不规则的地表特征和数座小陨坑；东北部是一片沙丘状的斜坡，主要是东方海盆地撞击时，溅射在东侧坑壁上的"表面流已减速喷发物"所形成；西部地表上则坐落了一座大而低矮，且有些不规则的月丘，这是少数几种在月海中没有发现的地貌特征之一；靠近坑底南端还残存有一座撞击坑的废墟。
一系列的裂隙切开了达尔文环形山坑内北部地表，并一路穿过东侧坑壁伸向东南方，这些裂隙被统称为"达尔文月溪"，延伸距离约达280公里。该月溪在达尔文环形山东侧，与更宽的希萨利斯月溪交织在一起。

## 卫星陨石坑
按惯例，最靠近达尔文环形山的卫星坑将在月图上以字母标注在该坑的中心点旁。

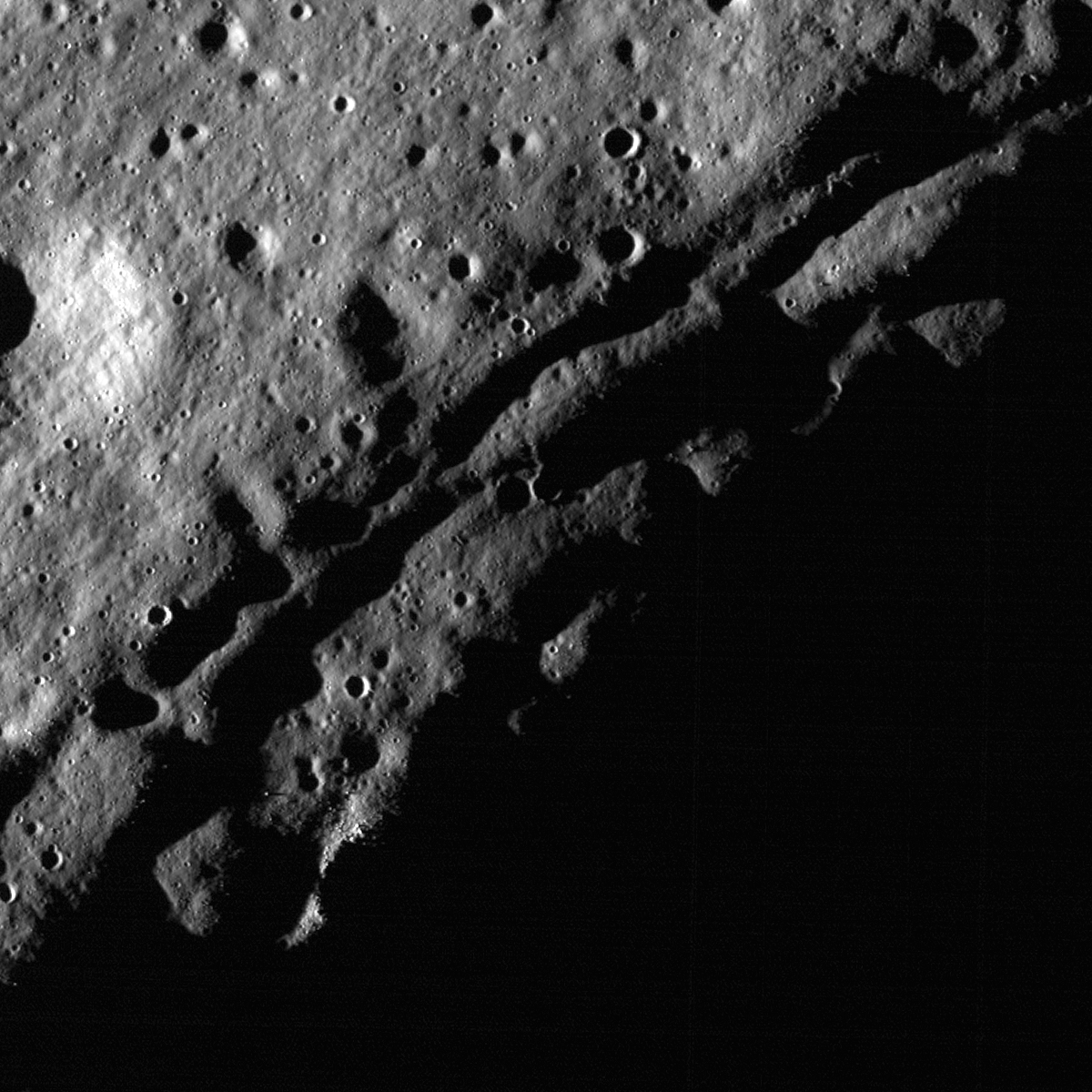
卫星坑"达尔文 C"坑壁岩石坍塌的痕迹，月球勘测轨道飞行器拍摄。

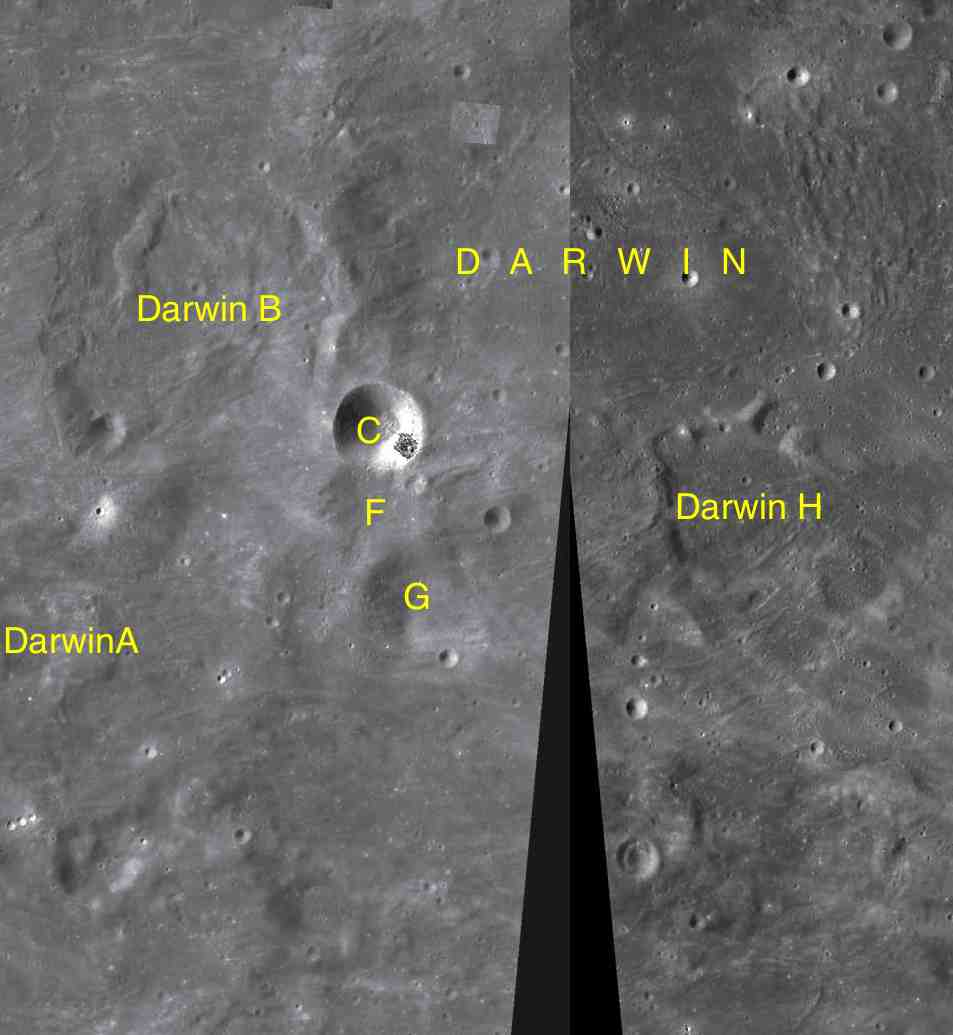
LAC-91与LAC-92拼接图

| 达尔文 | 纬度     | 经度     | 直径      |
| ------ | -------- | -------- | --------- |
| A      | 21.77° S | 73.14° W | 23.48公里 |
| B      | 19.96° S | 72.29° W | 53.74公里 |
| C      | 20.51° S | 71.12° W | 15.30公里 |
| F      | 20.97° S | 71.12° W | 17.73公里 |
| G      | 21.49° S | 70.87° W | 16.98公里 |
| H      | 20.93° S | 69.00° W | 28.83公里 |

## 另请参阅
- Andersson, L. E.; Whitaker, E. A. . NASA RP-1097. 1982.
- Blue, Jennifer. . USGS. July 25, 2007  [2007-08-05]. （原始内容存档于2018-12-25）.
- Bussey, B.; Spudis, P. . New York: Cambridge University Press. 2004. ISBN 978-0-521-81528-4.
- Cocks, Elijah E.; Cocks, Josiah C. . Tudor Publishers. 1995. ISBN 978-0-936389-27-1.
- McDowell, Jonathan. . Jonathan's Space Report. July 15, 2007  [2007-10-24]. （原始内容存档于2018-12-25）.
- Menzel, D. H.; Minnaert, M.; Levin, B.; Dollfus, A.; Bell, B. . Space Science Reviews. 1971, 12 (2): 136–186. Bibcode:1971SSRv...12..136M. doi:10.1007/BF00171763.
- Moore, Patrick. . Sterling Publishing Co. 2001. ISBN 978-0-304-35469-6.
- Price, Fred W. . Cambridge University Press. 1988. ISBN 978-0-521-33500-3.
- Rükl, Antonín. . Kalmbach Books. 1990. ISBN 978-0-913135-17-4.
- Webb, Rev. T. W.  6th revised. Dover. 1962. ISBN 978-0-486-20917-3.
- Whitaker, Ewen A. . Cambridge University Press. 1999. ISBN 978-0-521-62248-6.
- Wlasuk, Peter T. . Springer. 2000. ISBN 978-1-85233-193-1.